# Liste der denkmalgeschützten Objekte in Weißbach bei Lofer
Die Liste der denkmalgeschützten Objekte in Weißbach bei Lofer enthält die denkmalgeschützten, unbeweglichen Objekte der Gemeinde Weißbach bei Lofer.

## Denkmäler
| Foto |                 | Denkmal                                                                            | Standort                                            | Beschreibung | Metadaten |
| ---- | --------------- | ---------------------------------------------------------------------------------- | --------------------------------------------------- | --- | --- |
|      | Datei hochladen | Felsbild HERIS-ID: 63994 Objekt-ID: 76686                                          | Oberweißbach 3, bei KG: Oberweißbach GstNr.: 438/12 | Anmerkung: Felsritzzeichnung, vermutlich der Kelten. Die Grundstücksnummer bezieht sich auf die unteren 700 Meter der Straße L110 | BDA-Hist.: Q38104986 Status: § 2a Stand der BDA-Liste: 2025-06-30 Name: Felsbild                                                                                       |
| ja   | Datei hochladen | Pfarrhof HERIS-ID: 52891 Objekt-ID: 60621                                          | Oberweißbach 1 Standort KG: Oberweißbach            | Der zweigeschoßige Pfarrhof mit Krüppelwalmdach ist mit 1783 bezeichnet und wurde 1958 restauriert. | BDA-Hist.: Q38054850 Status: Bescheid Stand der BDA-Liste: 2025-06-30 Name: Pfarrhof GstNr.: 208 Pfarrhof (Weißbach b. Lofer)                                          |
| ja   | Datei hochladen | Kath. Pfarrkirche Hl. Dreifaltigkeit und Friedhof HERIS-ID: 53362 Objekt-ID: 61305 | Standort KG: Oberweißbach                           | Eine kleine Kapelle zu Oberweißbach wurde bereits 1663 erbaut. 1696 erhielten die Weißbacher die Bewilligung, diese Kapelle zu einem kleinen Kirchlein auszubauen, weil viele Wallfahrer nach Maria Kirchental da vorbeigingen. 1731 wurde von den Besitzern von Pürzlbach, Weißbach und Frohnwies der hölzerne Turm durch einen gemauerten ersetzt. Von dieser Kirche ist aber nichts mehr übrig. Sie wurde durch einen Neubau im Jahr 1790, welcher von Erzbischof Colloredo unterstützt wurde, ersetzt. | BDA-Hist.: Q38056864 Status: § 2a Stand der BDA-Liste: 2025-06-30 Name: Kath. Pfarrkirche Hl. Dreifaltigkeit und Friedhof GstNr.: 221/6 Pfarrkirche Weißbach bei Lofer |